# Мощная лягушка
Мощная лягушка (лат. Conraua robusta) — вид бесхвостых земноводных семейства Conrauidae, обитает в западном Камеруне и восточной Нигерии. 
Самцы Conraua robusta вырастают до 140 мм, а самки до 122 мм. Тело длинное и стройное. Морда короткая и закруглённая. Голова широкая и плоская. Спина густо покрыта мелкими округлыми бородавками. Ноги мускулистые и покрыты многочисленными параллельными гребнями. На кончиках пальцев большие перепонки. Верх тела варьируется от бежевого до оливкового и коричневого с неравномерным чёрным рисунком, который у старых особей становится почти полностью чёрным. Нижняя часть тела белая или чёрная, особенно на горле, груди и ближе к лапам. 

## Среда обитания
Conraua robusta встречается в холодных, быстротекущих ручьях и вблизи них как на пастбищах, так и в лесах на высоте 750–1400 м над уровнем моря; он не любит тёмную, древестную местность и может быть найден даже в некоторых городских районах.  Ведёт преимущественно ночной образ жизни.  Головастики живут в быстрой, проточной воде. Он может совместно обитать с C. crassipes и C. goliath в некоторых частях своего ареала; но предпочитает более холодную и быструю воду, чем последний. 

## Охранный статус
Conraua robusta - необычный вид, на который, вероятно, негативно повлияла утрата и ухудшение среды обитания, вызванное сельским хозяйством, лесозаготовками и человеческими поселениями. Воздействия включают осаждение ручьев, в которых он обитает. Его также иногда используют в пищу, но в небольших количествах; ведется постоянная работа по обеспечению устойчивости популяции. Этот вид встречается в Национальном парке Кросс-Ривер (Нигерия).